# New Cross állomás
A New Cross a londoni Overground egyik állomása a 2-es zónában, az East London line érinti.

## Története
Az állomást 1850 októberében adták át North Kent Junction néven a South Eastern Railway részeként. Mai nevét 1854-ben kapta. 1884-től 1906-ig, illetve 1913-tól 1939-ig a Metropolitan line vonatai is érintették az állomást. 2010. április 27-étől az újraindított East London line egyik végállomása.

## Forgalom
| Járat        | Útvonal | Gyakoriság    |
| ------------ | --- | ------------- |
|              | Dalston Junction – Haggerston – Hoxton – Shoreditch High Street – Whitechapel – Shadwell – Wapping – Rotherhithe – Canada Water – Surrey Quays – New Cross | 15 percenként |
| Southeastern | Cannon Street – London Bridge – New Cross (– tovább St Johns, Lewisham és Orpington felé)                                                                  | 6 percenként  |

## Átszállási kapcsolatok
| Állomás   | Átszállási kapcsolatok           |
| --------- | -------------------------------- |
| New Cross | Helyi buszok (New Cross Station) |

## Fordítás
- Ez a szócikk részben vagy egészben  a   New Cross railway station című angol Wikipédia-szócikk fordításán alapul.  Az eredeti cikk szerkesztőit annak laptörténete sorolja fel. Ez a jelzés csupán a megfogalmazás eredetét és a szerzői jogokat jelzi, nem szolgál a cikkben szereplő információk forrásmegjelöléseként.